# 드라크리우스
《드라크리우스》(ドラクリウス)는 메로메로 큐트에서 2007년 5월 25일에 발매한 어덜트 게임이다. 원작의 좋은 평가에 힘입어 가정용 게임기로도 이식되어《흡혈기담 문 타이즈》(吸血奇譚ムーンタイズ)라는 타이틀로 겅호 웍스로부터 2008년 2월 28일에 플레이스테이션 2용으로 발매되었다.

## 스토리
어릴적 아버지가 행방불명되고 남은 어머니마저 4년전에 타계한 뒤로 혼자 살아가고 있는 본 게임의 주인공 오기시마 준은 요즈음 두통이 잦아지긴 했지만 그 점을 제외하곤 극히 평범한 삶을 살고 있었다. 그런 어느날 준의 앞에 일어난 이해불능의 사건. 그리고 준의 할아버지로부터 편지를 전해주기 위해 준의 앞에 나타난 소녀 베르체. 그녀에게서 편지를 건네받고 출생의 비밀에 관해 듣게 된 순간, 준의 생활은 평화로운 일상으로부터 급격히 멀어지는데...

## 등장인물

### 주요 등장인물
오기시마 준 (일본어: 荻島 潤)
성우 - 없음
본 작품의 주인공. 한눈에 보기엔 여자인지 남자인지 했갈릴만한 중성적인 외모의 소유자. 아버지는 어릴적에 행방 불명. 그래서 준은 어머니와 둘이서 살고 있었다. 그러던 중 어머니마저 4년전에 타계.
어떤 사건을 계기로 준의 안에서 잠들고 있던(강제적으로 잠들게 하였던) 흡혈귀로서의 피가 깨어나게 된다.
엘세란트 디 아노이안스 (エルシェラント・ディ・アノイアンス)
성우 - 카와시마 리노
통칭 베르체(ベルチェ). 브란돌가 소속의 일류 메이드. 이브 브란돌이 실종되기 전까지 이브 브란돌의 메이드였다. 준이 브란돌가를 잇기에 적합한 인물인지 어떤지를 관찰하기 위해 일본에 오게 되었다. 조그만 체형과는 반대로 400년 이상을 살아왔으며 시대에 따라 규환의 마녀로 불리기도 했다.
리카 펜블톤 (リカ・ペンブルトン)
성우 - 신도 마유미
통칭 리카. 준의 클래스메이트. 사실 정체는 흡혈귀 섬멸 조직 다이라스 린의 전투요원으로 흡혈귀를 매우 싫어한다. 준에게 흡혈귀의 피가 흐른다는 정보를 얻어서 준이 흡혈귀로서 각성하기 전에 처치하기 위해 전학생으로서 준의 학교에 잡입한다. 하지만 결과는...
비스케스 그란체스타(ヴィスケス・グランチェスタ)
성우 - 쿠스노키 스즈네
통칭 퀘스. 다이라스 린에서 리카의 선배로, 리카가 선배로 부르며 매우 따르고 있다. 단, 리카에게 거짓말을 하는 등 다이라스 린에 대해 감추는 것도 많은 수수께끼의 인물.
리안 루체 디메르모르 (リアン・ルーチェ・ディメルモール)
성우 - 카자네
통칭 리안. 브란돌 왕가 바로 아래의 귀족 집안 디메르모르의 넷째 딸로 준의 약혼자. 베르체에 의해 준이 브란돌가를 잇기에 적합한 인물일지 어떨지가 확인되는게 끝나면 일본에 올 예정이었지만 결과를 못 기다리고 일본에 도착하여 오기시마가로 오게 된다.
제노 제이르반 (ゼノ・ジェイルバーン)
성우 - 마키 이즈미
통칭 제노. 리안의 전속 메이드. 늑대인간. 리안에게 잘못된 정보를 알려주고 그 뒤의 반응을 즐기는 일면도 있다. 강력한 전투력을 소유하고 있으며 리안에게 위해를 가하려는 자는 누구든 적으로 간주한다.
타카야나기 미사오 (일본어: 高柳　操)
성우 - 나루세 미아
준에게 호감 이상을 가지고 있는 소꿉친구로 11년 이상 알고 지낸 사이. 왠지 머리가 느슨해 보이지만 성적이 나쁜편은 아님. 학원을 비롯하여 평소 여장을 하고 다니며 매일 아침 준과 함께 등교하기 위해 준을 마중 나온다. 리안과는 왠지 모르게 티격태격 하는 사이. 루트에 따라서는 엄청난 비밀이 밝혀지기도 한다.
미즈노 카나코 (일본어: 水野 可南子)
성우 - 사쿠라 하즈키
위원장을 맡고 있기 때문에 모두에게 위원장으로 불린다. 자신의 일 이외에도 다른 사람의 일까지 맡아버리는 타입. 준을 짝사랑하고 있었지만 어떤 사건에 휘말려버리면서 꼬여버린 비운의 소녀.
미야타 사쿠라 (일본어: 宮田 桜)
성우 - 챠타니 야스라
리카가 아르바이트하고 있는 패밀리 레스토랑의 동료. 밝은 성격에 활기차다. 과거 약간 방황하던 시절이 있던 까닭에 조금 불량스런 부분도... 하지만 근본적으론 좋은 아이. 준에게 보통 이상의 감정을 가지고 있다.
호우리 하루 (일본어: 祝子 晴)
성우 - 사토 미나코
PS2판 신규 등장 캐릭터. 우수한 다이라스 린의 에이전트. 공적인 임무시엔 냉철하지만 그 이외에는 뭔가 나사가 빠진 느낌.
후쿠치 미도리 (일본어: 福地 美土里)
성우 - 다나카 리에
PS2판 신규 등장 캐릭터. 인간. 준과는 동급생(준의 옆 클래스). 지극히 평범한 학생. 호우리 하루와는 학원에서의 친구사이. 그런 까닭에 흡혈귀 사건에 휘말려 버리고 만다.
유연하고 차분한 성격에 누나같은 느낌.
칸나미 슈지(일본어: 函南　修司)
성우 - 나가쿠라 진파치
준의 동급생으로 친구. 준의 좋은 이해자이다. 검도부에 소속되어 있으며 여학생들 사이에 인기가 좋다. 집에 딸이 넷이나 있는 탓에 특히 누나들에겐 이리저리 휘둘리는 듯.

### 주변 인물
쿠즈미 슈스케(일본어: 久住　秀介)
성우 - 나카자와 아유무
준과 같은 반이었지만 2학년이 되고부터 한번도 학교에 나오지 않고 있다. 병으로 장기결석 취급되고 있다.
시아 브륜델 (シーア・ブリュンデル)
성우 - 쿠라타 마리야
리카 펜블톤의 여동생(부하).
미코토 세무라(ミコト・セムラ)
성우 - 오치 유우
일본 다이라스 린 제3개발실 주임실장. 27세. 퀘스와는 학창시절부터 아는 사이로 퀘스로부터는 미코쨩이라는 호칭으로 불리고 있다.
이드 디 브란돌 (イド・D・ブランドル)
성우 - 히로노 다이치
주인공의 아버지로 브란돌가의 66번째 당주. 준의 어머니 오기시마 유카리와 결혼 후 배를 타고 도피하던 중 바다에 빠져 그 뒤로 행방불명 상태.
칸나미 마코토(일본어: 函南　真琴)
성우 - 아이다 쿠우
슈지의 둘째 누나. 준이 사는 곳의 공원 근처 패밀리 레스토랑 하드 피치 헤븐의 점장을 맡고 있다.
카사이 소헤이(일본어: 笠井　創平)
성우 - 히로노 다이치
야사카 학원 3년생. 교통 사고로 인해 여동생을 잃은 적이 있다. 육상부에 소속되어 있었으나 여동생의 사고 이후 그만둔 상태.
그노 브란돌 (グノー・ブランドル)
성우 - 나카자와 아유무
브라이언 브란돌의 동생으로 준의 작은 할아버지.

## 용어 설명
문 타이즈(ムーンタイズ)
흡혈귀가 각각 가진 고유의 특수 능력. 어떤 능력이 발휘 되는지는 흡혈귀 별로 차이가 있다.
다이라스 린(ダイラス・リーン)
대 흡혈귀 퇴치를 목적으로 만들어진 조직. 오랜 옛날부터 흡혈귀와 대치하여 왔으며 조직원이 각 나라에 입국시 총기소지가 통과된다든지 하는 특권을 지니고 있다.

## 게임 정보

### 스탭
- 원화:나루미 스즈네, 루나 리아(서브 캐릭터)
- 시나리오:후지사키 류타(대표작:유키우타 등)
- 음악:Lip on Hip(대표작:메이플 컬러즈 등)
- 프로듀서:MOKA

### 기타 사항
- 초회판 특전으로 본 게임의 제작 스탭이 XANADU(키사나드) 브랜드 시절 제작하여 2004년 10월 8일 출시된 뒤 현재는 절판되어버린 미소녀 게임 소프트 두근두근 파크챠오!(ときどきパクッちゃお！)의 게임 디스크가 동봉되었다.
- 예약 특전으로 오리지널 사운드 트랙을 제공하였다.
- 통상판의 경우 초회판과는 다른 패키지 일러스트를 채용. 단, 초회판 특전이던 두근두근 파크챠오! 게임 디스크는 제공 되지 않는다.

### 인터넷 라디오
게임 공식 홈페이지 내에서 2007년 4월 20일부터 5월 25일까지에 걸쳐서 MP3 파일을 압축한 ZIP파일 형식으로 전달. 총 6화.

## PS2판 게임 정보
《흡혈기담 문 타이즈》(일본어: 吸血奇譚ムーンタイズ)라는 타이틀로 겅호 웍스로부터 2008년 2월 28일에 출시된 플레이스테이션 2용 게임 소프트.

### PC판과의 차이점
- 제목의 전면적인 교체. 원작의 타이틀이 게임 내용과 연관성이 부족하였기 때문에 장르명에 있는 흡혈기담이라는 단어와 게임 중 중요한 용어중 하나인 문 타이즈란 단어를 결합하여 현 타이틀명이 되었다.
- 신 캐릭터와 시나리오의 보완, 추가로 인한 신규 이벤트CG 및 분기점과 엔딩이 새로이 추가 되었다.
- 겅호 웍스에서 드라크리우스의 PS2 이식판 소프트 흡혈귀담 문 타이즈보다 한 달전에 출시한 스쿨데이즈의 PS2 이식판 소프트 School Days L×H의 경우 CERO 등급이 C였던 것에 반하여 본 게임의 경우 C등급이 아닌 한 계단 상향된 D등급(17세 이상)으로 출시하였다. 겅호 웍스에서 두 게임을 비슷한 시기에 이식하였음에도 불구하고 한 달뒤에 출시한 본 게임이 등급이 더 높았던 것은 School Days L×H와는 달리 유혈 장면등 하드한 그로테스크 표현 수위를 그대로 유지시켰기 때문.

### 기타 사항
- 초회한정판과 통상판 2종류로 발매되었으며 초회한정판에는 64페이지의 스페셜 코믹책자와 드라마CD가 포함되어있다.